# Потоківська сільська рада (Жмеринський район)
| Потоківська сільська рада — колишній орган місцевого самоврядування у Жмеринському районі Вінницької області з адміністративним центром у с. Потоки. Сільській раді підпорядковані населені пункти: - с. Потоки - с. Рижавка |

## Склад ради
Рада складається з 12 депутатів та голови.

## Керівний склад сільської ради
| ПІБ                           | Основні відомості                                                         | Дата обрання | Дата звільнення |
| ----------------------------- | ------------------------------------------------------------------------- | ------------ | --------------- |
| Сергеєва Анастасія Миколаївна | Сільський голова, 1953 року народження, освіта, позапартійна              | 26.03.2006   | 18.04.2008      |
| Мартинчик Оксана Василівна    | Сільський голова, 1966 року народження, освіта, позапартійна              | 30.11.2008   | 31.10.2010      |
| Мартинчик Оксана Василівна    | Сільський голова, 1966 року народження, освіта вища, член Партії регіонів | 31.10.2010   |                 |

Примітка: таблиця складена за даними джерела